# Zicuirán
Zicuirán es una localidad mexicana ubicada en el estado de Michoacán, dentro del municipio de La Huacana.

## Geografía
Zicuirán se localiza en el centro del municipio de La Huacana, mismo que se ubica en el sureste de Michoacán. Se encuentra a 202 m s. n. m. y cubre un área de 4.19 km².

## Demografía
De acuerdo con el censo de 2020, Zicuirán tenía un total de 3177 habitantes, de los cuales 1604 eran mujeres y 1573, hombres.
Había alrededor de 890 viviendas habitadas, con un promedio de 3.57 ocupantes por vivienda.
| Gráfica de evolución demográfica de Zicuirán entre 1900 y 2020 |
|                                                                |
| Fuente: Instituto Nacional de Estadística y Geografía.         |